# Marcello Cardona
Marcello Maria Orione Cardona (Reggio Calabria, 4 dicembre 1956) ex poliziotto, prefetto ed ex arbitro di calcio italiano.

## Biografia
Cardona è nato a Reggio Calabria nel 1956. È laureato in giurisprudenza ed è giornalista pubblicista.

### Carriera in polizia e prefettura
Nel 1981 è vincitore del concorso per funzionario di Polizia di Stato.  Nel 1982 è dirigente della squadra mobile di Sondrio. Dal 1982 al 1995, si occupa di criminalità organizzata alla Criminalpol di Milano.
Nel 1990 è incaricato a svolgere la funzione di collegamento tra il Ministero dell'Interno e l'Organizzazione dei campionati mondiali di calcio "Italia 90".
Nel 1996 è  trasferito all'UCIGOS Polizia di Prevenzione del Dipartimento della Pubblica Sicurezza, dove indaga sul terrorismo internazionale.
Successivamente viene assegnato all'Ispettorato di Polizia della Camera dei Deputati svolgendo contestualmente funzione di collegamento con la Commissione Antimafia.  Nel 2002 svolge la propria attività presso l'Ufficio delle Politiche Antidroga della Presidenza del Consiglio.
Assegnato successivamente alla Questura di Roma dirige il Commissario Aurelio, l'Ufficio Immigrazione e il Commissariato Centro "Trevi-Campo Marzo" ed assume infine l'incarico di Vicario del Questore di Roma, dirigendo delicatissimi servizi nella Capitale di ordine e sicurezza pubblica.
Nel 2009 è incaricato questore di Varese.  Nel 2012 questore di Livorno. Nel 2015, nominato dirigente generale di Pubblica Sicurezza, è incaricato quale questore di Catania. Nel 2017 assume l'incarico di questore di Milano.
Nel 2019, su proposta del Ministro dell'Interno, è nominato prefetto.
Viene inviato a rappresentare il Governo nella Provincia di Lodi gestendo nel 2020 la fase iniziale della pandemia Covid-19 evolutasi inizialmente proprio nella Provincia Lodigiana.  Su decreto governativo gestisce la prima zona rossa italiana.
Nel dicembre del 2020 viene incaricato dal Governo, su proposta del Ministro dell'Interno, Commissario per il coordinamento delle iniziative delle solidarietà per le vittime dei reati di tipo mafioso e dei reati intenzionali violenti.
Dal 1º gennaio 2022 in quiescienza
Aprile 2022
e' nominato dal Direttore Generale della Pubblica Sicurezza
Presidente della Commissione per l'assunzione di Medici specializzati per la Polizia di Stato
Settembre 2022
e' nominato dal Direttore Generale della Pubblica Sicurezza
Presidente della Commissione per l'assunzione di 1000 allievi vice Ispettori della Polizia di Stato

### Attività sportiva
Dal 1973 al 1996 svolge l'attività di arbitro  nella F.I.G.C..
Il 3 settembre 1989, a 32 anni, ha esordito in Serie B, arbitrando Barletta-Padova del 2º turno di campionato, terminata 1-0 per i pugliesi.
Ha debuttato in massima serie la stagione successiva,  dirigendo Genoa-Parma 2-1 del 2 dicembre 1990, 11ª giornata di campionato.
Ha chiuso la carriera arbitrale alla fine della stagione calcistica 1995-1996, arbitrando  l'ultima volta in Serie A il 26 novembre 1995,  Torino-Atalanta dell'11º turno di campionato, finita 1-0 per i bergamaschi. L'ultima gara diretta in carriera è stata Venezia-Chievo 0-0, quartultima giornata della Serie B 1995-1996, il 19 maggio 1996.
In totale in carriera ha diretto 32 gare in Serie A e 88 in Serie B.
Nel 1997 viene nominato Arbitro Benemerito.
Dal 2003 al 2008 svolge l'incarico di Procuratore Arbitrale Nazionale.
Il 25 giugno 2022 viene nominato presidente della Reggina 1914, squadra della sua città.
Dopo una stagione, terminata al settimo posto in Serie B, con gli amaranto sconfitti al primo turno dei playoff contro il Südtirol, il 21 giugno 2023 si dimette  per lasciare libertà di gestione alla  proprietà che venderà il club.

## Onorificenze
C.O.N.I. 
- Stella di bronzo al merito sportivo 2004 n. 9105
- Stella d'argento al merito sportivo 2008 n. 6053